# Incredible Crew
Incredible Crew es una serie de televisión de comedia de sketches estadounidense creada por Nick Cannon para Cartoon Network, fue estrenada el 31 de diciembre de 2012 y cuenta con 13 episodios de 22 minutos de duración. La serie nunca fue estrenada en Hispanoamérica.
Esta sería la última serie de imagen real producida por Cartoon Network (a pesar del anuncio de la serie Family Mash-Up en 2021, esta fue aparentemente descartada en diciembre de 2022).

## Trama
La serie consiste de pequeños segmentos de humor absurdo, bromas de cámara oculta, videos musicales originales y parodias de comerciales sin conexión entre sí. Incredible Crew tuvo en su elenco a seis jóvenes comediantes: Shauna Case (American Horror Story), Shameik Moore (Spider-Man: Across The Spider-Verse), Tristan Pasterick (invitado, I'm in the Band), Chanelle Peloso (Level Up), Jeremy Shada (Adventure Time), y Brandon Soo Hoo (Supah Ninjas). Nick Cannon, junto con Michael Goldman y Scott Tomlinson sirvieron como productores ejecutivos de la serie, mientras que Cartoon Network Studios produjo la serie en asociación con N'Credible Entertainment.
Según Michael Goldman y Scott Tomlinson, más de 330 sketches fueron creados seleccionados para cada episodio de la serie.
En junio de 2012, Cartoon Network lanzó un video musical del rap titulado «Running Errands with My Mom», que presenta la realización de Jeremy Shada. El vídeo ha generado ya más de un millón de visitas de Youtube.

## Cancelación del programa de Televisión
El 29 de julio de 2013, Variety anuncia que Incredible Crew fue cancelado por Cartoon Network debido a bajo rating. Se retransmitió hasta el 23 de noviembre de 2014. 

## Episodios
| Temporada | Temporada | Episodios | Primera emisión         | Última emisión      |
| --------- | --------- | --------- | ----------------------- | ------------------- |
|           | Piloto    | Piloto    | Noviembre de 2011       | Noviembre de 2011   |
|           | 1         | 13        | 31 de diciembre de 2012 | 11 de abril de 2013 |